# Thanatus balestrerii
Thanatus balestrerii là một loài nhện trong họ Philodromidae.
Loài này thuộc chi Thanatus. Thanatus balestrerii được Lodovico di Caporiacco miêu tả năm 1935.